# Melody (J☆Dee'Zの曲)
「Melody」（メロディ）は、J☆Dee'Zの6枚目のシングル。2017年7月19日にソニー・ミュージックレコーズから発売された。

## 概要
前作「Answer」から約4ヶ月のリリースで、初回生産限定盤と通常盤の2形態で発売された。
本作のミュージック・ビデオでは、Nonoがピアノを演奏し、メンバー3人での生歌のシーンが含まれている。また、メンバー全員が（当時）高校生であったことから、制服姿を披露しているほか、即興でのダンスパフォーマンスも披露している。
2017年7月31日付のオリコン週間シングルランキングで初登場17位を記録した。

## 収録曲

### CD
1. Melody
（作詞：SoichiroK, Akira Sunset / 作曲：SoichiroK, Nozomu.S / 編曲：Soulife）
2. 伝えたいこと、ちゃんと伝えなくちゃ
（作詞・作曲：Akira Sunset / 編曲：ha-j）
3. Fun Time Funk!!!
（作詞：SoichiroK / 作曲：SoichiroK, Nozomu.S / 編曲：Soulife）
4. Melody (Instrumental)
  - 通常版のみ収録

### DVD
1. 「Melody」Music Video
2. Dream Arch 〜"This is Answer" LIVE AT 2017.3.20 DAIKANYAMA LOOP〜
3. Chocolate 〜"This is Answer" LIVE AT 2017.3.20 DAIKANYAMA LOOP〜
4. Beasty Girls 〜"This is Answer" LIVE AT 2017.3.20 DAIKANYAMA LOOP〜
5. 手紙 〜拝啓 十五の君へ〜 〜"This is Answer" LIVE AT 2017.3.20 DAIKANYAMA LOOP〜
6. MORNING HOPE 〜"This is Answer" LIVE AT 2017.3.20 DAIKANYAMA LOOP〜
7. Answer 〜"This is Answer" LIVE AT 2017.3.20 DAIKANYAMA LOOP〜
8. だいすき 〜"This is Answer" LIVE AT 2017.3.20 DAIKANYAMA LOOP〜